# Psammobatis extenta
The zipper sandskate (Psammobatis extenta) là một loài cá thuộc họ Arhynchobatidae. Nó được tìm thấy ở Argentina, Brasil, and Uruguay. Môi trường sống tự nhiên của chúng là open seas.